# Trentepohlia (Mongoma) parvella
Trentepohlia (Mongoma) parvella is een tweevleugelige uit de familie steltmuggen (Limoniidae). De soort komt voor in het Australaziatisch gebied.